# Problema del círculo de Gauss

Un círculo de radio 5 centrado en el origen contiene 81 puntos con coordenadas enteras.

En matemáticas, el problema del círculo de Gauss trata de determinar cuántos puntos reticulares hay en un círculo centrado en el origen y con radio r. El primer progreso realizado para obtener la solución fue hecho por Carl Friedrich Gauss, y de ahí su nombre.

## El problema
Considérese un círculo en R2 con centro en el origen y radio r ≥ 0. el problema del círculo de Gauss pregunta cuántos puntos de la forma (m,n) hay dentro del círculo, donde m y n son ambos enteros. Puesto que la ecuación de este círculo está dada en coordenadas cartesianas por x2 + y2 = r2, la cuestión es equivalente a preguntar cuántos pares de enteros m y n hay, tales que
{\displaystyle m^{2}+n^{2}\leq r^{2}.}
Si la respuesta dada para r se denota por N(r), entonces la siguiente lista muestra unos pocos valores de N(r) para r entero entre 0 y 10:
1, 5, 13, 29, 49, 81, 113, 149, 197, 253, 317 (sucesión A000328 en OEIS).

## Acotaciones de la solución y conjetura
El área de un círculo de radio r viene dada por πr2, y puesto que un cuadrado de área 1 en R2 contiene un punto entero solamente, la respuesta esperada al problema podría ser sobre πr2. De hecho, podría ser ligeramente mayor que eso, puesto que los círculos son más eficientes al encerrar espacios que los cuadrados. Así que, en efecto, se podría esperar que
{\displaystyle N(r)=\pi r^{2}+E(r)\,}
para algún término de E(r). El encontrar un límite superior correcto para E(r) es pues, la forma que ha tomado el problema.
Gauss logró demostrar que que
{\displaystyle E(r)\leq 2{\sqrt {2}}\pi r.}
Hardy e, independientemente, Landau encontraron un límite inferior al mostrar que 
{\displaystyle E(r)\neq o\left(r^{1/2}(\log r)^{1/4}\right),}
usando la notación o minúscula.  Se conjetura que el correcto valor del límite es
{\displaystyle E(r)=O\left(r^{1/2+\varepsilon }\right).}
Escribiendo |E(r)| ≤ Crt, los actuales límites en t son
{\displaystyle {\frac {1}{2}}<t\leq {\frac {131}{208}}=0.6298\ldots ,}
con el límite inferior de Hardy y Landau de 1915, y el límite superior demostrado por Huxley en el año 2000.
En 2007, Sylvain Cappell y Julius Shaneson publicaron un artículo en arXiv asegurando demostrar el límite de O(r1/2+ε). Kannan Soundararajan reseñó haber encontrado un error en la demostración.

## Formas exactas
El valor de N(r) puede ser dado mediante varias series.  En términos de una suma que hace uso de la función piso, se puede expresar como:
{\displaystyle N(r)=1+4\sum _{i=0}^{\infty }\left(\left\lfloor {\frac {r^{2}}{4i+1}}\right\rfloor -\left\lfloor {\frac {r^{2}}{4i+3}}\right\rfloor \right).}
Definiendo la función suma de cuadrados r2(n) como el número de maneras de escribir el número n como la suma de dos cuadrados, encontramos una suma más sencilla:
{\displaystyle N(r)=\sum _{n=0}^{r^{2}}r_{2}(n).}

## Generalizaciones
Aunque el problema original pregunta por el retículo de puntos enteros en un círculo, no hay razón para no considerar otras formas o cónicas, de hecho, el problema del divisor de Dirichlet es el problema equivalente, donde el círculo es reemplazado por la hipérbola rectangular.  Similarmente, se podría extender la cuestión en dos dimensiones a dimensiones mayores (A00605 en 3, A055410 en 4, A055411 en 5, A005412 etc. en 6 y superiores), preguntándose por puntos enteros  dentro de una esfera u otros objetos.  Si se ignora la geometría y meramente se le considera un problema algebraico de inecuaciones diofánticas, entonces se podría incrementar los exponentes que aparecen en el problema de cuadrados a cubos o mayores.

### El problema del círculo primitivo
Otra generalización es la de calcular el número de soluciones enteras coprimas m, n a la ecuación
{\displaystyle m^{2}+n^{2}\leq r^{2}.\,}
Este problema es conocido como problema del círculo primitivo, como tal, involucra la búsqueda de soluciones primitivas al problema del círculo original.  Si el número de tales soluciones se denota por V(r), entonces los valores de V(r) para r tomando valores desde 0 en adelante son (A175341)
{\displaystyle 0,4,8,16,32,48,72,88,120,152,\dots }
Usando las mismas ideas que en el problema del círculo de Gauss usual, y el hecho de que la  probabilidad de que dos enteros sean coprimos es 6/π2, es relativamente sencillo mostrar que
{\displaystyle V(r)={\frac {6}{\pi }}r^{2}+O(r^{1+\varepsilon }).}
Como con el problema del círculo usual, la parte problemática del problema del círculo primitivo es la reducción del exponente en el término de error. Actualmente, el mejor exponente conocido es 221/304 + ε si se asume la hipótesis de Riemann. De otra manera, no se puede demostrar incondicionalmente la existencia de exponentes menores que uno.